# 2047 Smetana
2047 Smetana је астероид са средњом удаљеношћу од Сунца која износи 1,872 астрономских јединица (АЈ).
Апсолутна магнитуда астероида је 13,9.